# الکس مویل
الکس مویل (انگلیسی: Alex Muyl؛ زادهٔ ۳۰ سپتامبر ۱۹۹۵) بازیکن فوتبال اهل ایالات متحده آمریکا است.
از باشگاه‌هایی که در آن بازی کرده‌است می‌توان به باشگاه فوتبال نیویورک رد بولز اشاره کرد.
وی همچنین در تیم‌های ملی فوتبال United States men's national under-17 soccer team و United States men's national under-18 soccer team بازی کرده‌است.